# The Legend of Zelda: Phantom Hourglass
The Legend of Zelda: Phantom Hourglass (яп. ゼルダの伝説 夢幻の砂時計) — четырнадцатая игра из серии The Legend of Zelda; сиквел The Legend of Zelda: The Wind Waker.

## Сюжет

Кадры из игры

Во время путешествия по морям, после событий The Legend of Zelda: The Wind Waker Тетра наталкивается на странный корабль, внешне похожий на Корабль-Призрак. Тетра забирается на борт этого судна, и оно тут же начинает удаляться от корабля Тетры. Линк прыгает на зловещий корабль, но всего лишь цепляется рукой за борт; корабль Тетры мгновенно скрывается в тумане, Линк цепляется второй рукой за борт, но вскоре соскальзывает и падает в воду. Вскоре Линка находит лежащим на берегу Сиела.

## Персонажи
Основные:
- Линк (англ. Link) (однако игрок может изменить имя на другое в самом начале игры) — главный игровой персонаж.
- Тетра (англ. Tetra) — воплощение Принцессы Зельды.
- Сиела (англ. Ciela) (Sierra в японской версии) — фея, помогающая главному герою, именно она находит бесчувственного Линка в начале игры. Как выясняется позже, она Дух Храбрости, один из трёх духов, служащих королю Океанов.
- Ошус (англ. Oshus) (также известен как «дедушка» (англ. Grandpa) — Король Океанов в воплощении человека.
- Лайнбек (англ. Linebeck) — харизматичный капитан судна, на котором путешествует Линк.

Второстепенные:
- Бидл (англ. Beedle) — торговец, плавает на своём корабле по всем морям, иногда (с 10 до 12 (утром и вечером) по будням) надевает золотой шлем и делает вид, что не знает главного героя (следственно, скидки, полученные за покупки, пропадают). В таком случае корабль Бидла (англ. Beedle's ship) переименовывается в Masked ship.
- Джолин (англ. Jolene) — пиратка, преследующая Лайнбека.
- Джоан (англ. Joanne) — сестра Джолин, переодевающаяся в русалку, играет небольшую роль в дополнительных квестах.

## Отзывы
| Сводный рейтинг       | Сводный рейтинг |
| Агрегатор             | Оценка          |
| --------------------- | --------------- |
| GameRankings          | 88,82 %         |
| Metacritic            | 90/100          |
| Иноязычные издания    |                 |
| Издание               | Оценка          |
| 1UP.com               | A               |
| CVG                   | 10/10           |
| Edge                  | 9/10            |
| Eurogamer             | 9/10            |
| Famitsu               | 39/40           |
| Game Informer         | 9,5/10          |
| GamePro               | [ 8 ]           |
| GameRevolution        | A−              |
| GameSpot              | 9/10            |
| GameSpy               | [ 11 ]          |
| GameTrailers          | 8,9/10          |
| GameZone              | 9,3/10          |
| IGN                   | 9/10            |
| Nintendo Life         | 9/10            |
| Nintendo World Report | 7,5/10          |
| ONM                   | 95 %            |
| X-Play                | [ 17 ]          |
| The A.V. Club         | A               |

Phantom Hourglass вышла в Японии 23 июня 2007 года, в Северной Америке 1 октября 2007 года, в Австралии 11 октября 2007 года, в Европе 19 октября 2007 года, и в Корее 3 апреля 2008 года. Игра удостоилась большой похвалы критиков, получив среднюю оценку в 90/100 на Metacritic и 88.82% на GameRankings. Похвалы касались использования игрой способностей приставки Nintendo DS, в то время как игру критиковали за более казуальный игровой процесс по сравнению с предыдущими играми в серии The Legend of Zelda. Phantom Hourglass была бест-селлером на момент выхода в июне 2007 года в Японии, продавшись количеством в 302 887 экземпляров. В Соединённых Штатах Phantom Hourglass была на пятом месте по продажам в октябре 2007 года, продавшись 262 800 экземплярами. На момент марта 2008 года, было продано около 4.13 миллионов экземпляров игры по всему миру, и из них 910 000 было продано в Японии.